# Parmilieu
Parmilieu és un municipi francès situat al departament de la Isèra i a la regió d'Alvèrnia-Roine-Alps. L'any 2007 tenia 609 habitants.

## Demografia

### Població
El 2007 la població de fet de Parmilieu era de 609 persones. Hi havia 230 famílies de les quals 50 eren unipersonals (21 homes vivint sols i 29 dones vivint soles), 78 parelles sense fills, 90 parelles amb fills i 12 famílies monoparentals amb fills.
La població ha evolucionat segons el següent gràfic:
Habitants censats

### Habitatges
El 2007 hi havia 298 habitatges, 232 eren l'habitatge principal de la família, 52 eren segones residències i 14 estaven desocupats. 295 eren cases i 1 era un apartament. Dels 232 habitatges principals, 210 estaven ocupats pels seus propietaris, 16 estaven llogats i ocupats pels llogaters i 5 estaven cedits a títol gratuït; 6 tenien dues cambres, 29 en tenien tres, 71 en tenien quatre i 126 en tenien cinc o més. 191 habitatges disposaven pel capbaix d'una plaça de pàrquing. A 87 habitatges hi havia un automòbil i a 126 n'hi havia dos o més.

### Piràmide de població
La piràmide de població per edats i sexe el 2009 era:
| Homes | Edats   | Dones |
| ----- | ------- | ----- |
| 0     | 95 o +  | 4     |
| 0     | 90 a 94 | 0     |
| 4     | 85 a 89 | 8     |
| 0     | 80 a 84 | 16    |
| 4     | 75 a 79 | 20    |
| 16    | 70 a 74 | 12    |
| 12    | 65 a 69 | 8     |
| 12    | 60 a 64 | 4     |
| 4     | 55 a 59 | 8     |
| 8     | 50 a 54 | 24    |
| 12    | 45 a 49 | 12    |
| 20    | 40 a 44 | 12    |
| 20    | 35 a 39 | 8     |
| 12    | 30 a 34 | 12    |
| 8     | 25 a 29 | 8     |
| 12    | 20 a 24 | 12    |
| 12    | 15 a 19 | 4     |
| 8     | 10 a 14 | 4     |
| 4     | 5 a 9   | 12    |
| 8     | 0 a 4   | 8     |

## Economia
El 2007 la població en edat de treballar era de 369 persones, 262 eren actives i 107 eren inactives. De les 262 persones actives 242 estaven ocupades (141 homes i 101 dones) i 18 estaven aturades (6 homes i 12 dones). De les 107 persones inactives 35 estaven jubilades, 22 estaven estudiant i 50 estaven classificades com a «altres inactius».

### Ingressos
El 2009 a Parmilieu hi havia 252 unitats fiscals que integraven 666,5 persones, la mediana anual d'ingressos fiscals per persona era de 19.065 €.

### Activitats econòmiques
Dels 21 establiments que hi havia el 2007, 1 era d'una empresa de fabricació d'altres productes industrials, 7 d'empreses de construcció, 3 d'empreses de comerç i reparació d'automòbils, 2 d'empreses de transport, 1 d'una empresa d'hostatgeria i restauració, 2 d'empreses immobiliàries, 3 d'empreses de serveis i 2 d'empreses classificades com a «altres activitats de serveis».
Dels 9 establiments de servei als particulars que hi havia el 2009, 2 eren guixaires pintors, 2 lampisteries, 1 electricista, 1 empresa de construcció, 1 perruqueria i 2 agències immobiliàries.
L'any 2000 a Parmilieu hi havia 9 explotacions agrícoles.

## Equipaments sanitaris i escolars
El 2009 hi havia una escola elemental integrada dins d'un grup escolar amb les comunes properes formant una escola dispersa.

## Poblacions més properes
El següent diagrama mostra les poblacions més properes.